# Base aérea de Hornchurch
A Base aérea de Hornchurch, oficialmente conhecida por RAF Hornchurch foi uma instalação militar da Real Força Aérea em Hornchurch, Essex, localizada a sudeste de Romford. Na Primeira Guerra Mundial foi usado para proteger a capital britânica, Londres, dos ataques aéreos alemães. Na Segunda Guerra Mundial voltou a ser usado para combater a Luftwaffe, sendo uma de um conjunto de bases aéreas ao longo do corredor do Tamisa. Albergou unidades de aviões a jacto no pós-guerra, e foi encerrada em 1962.